# Boulevard Gambetta (Grenoble)
Pour les articles homonymes, voir Boulevard Gambetta.
Le boulevard Gambetta est une voie publique de la commune française de Grenoble. 

## Situation et accès
Située dans le quartier de l'Hyper-centre grenoblois, cette longue voie partage la ville de Grenoble en deux parties depuis les quais de l'Isère jusqu'aux grands boulevards selon un axe nord-sud, la partie la plus ancienne de la ville étant située du côté est de la voie.
Cette voie rectiligne de 1 188 mètres de long est orientée nord-sud dans le secteur 2 relie la place Hubert-Dubedout, située au bord de l'Isère, à la place Gustave-Rivet, située au niveau des Grands boulevards de Grenoble.
Rues traversantes
Avec le boulevard Agutte-Sembat parallèle au boulevard Gambetta, ces deux voiries marquent une séparation entre la ville historique de Grenoble et son extension vers l'est engagée progressivement au milieu du XIXe siècle. Ainsi, plusieurs petites rues arrivent ou partent du boulevard Gambetta, mais des intersections le jalonnent dont la première d'entre elles est celle avec l'avenue de la gare (devenue l'avenue Félix-Viallet), suivie de l'avenue Alsace-Lorraine, des cours Berriat et La Fontaine, de la rue Lesdiguières, des rues Berthe-de-Boissieux et Hoche et enfin des grands boulevards dont l'intersection forme la place Gustave-Rivet.

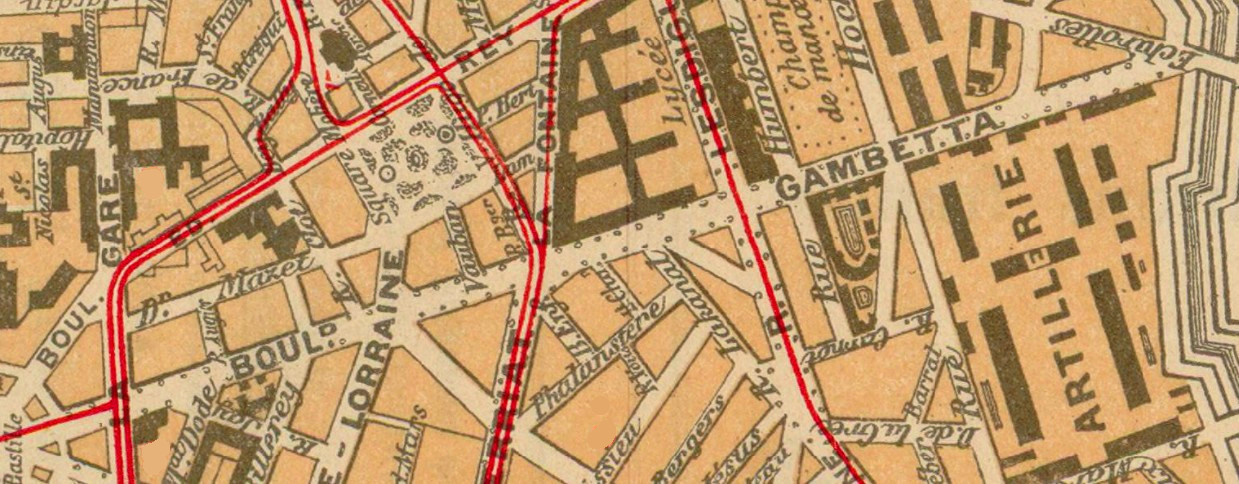
Boulevard Gambetta en diagonale sur un plan de 1906. Les lignes rouges indiquent les traversées de lignes de tramways.

Au cours du temps, trois de ces intersections vont voir le passage d'une ligne de l'ancien tramway de Grenoble : la première traverse le boulevard en direction du cours Berriat à destination de Sassenage dès sa mise en service le 29 janvier 1895. 
Par la suite, l'intersection avec la rue Lesdiguières est le lieu de passage à partir du 17 avril 1897 du tramway en provenance de la place Grenette et à destination de Pont-de-Claix ou de Varces. Enfin, plusieurs lignes traversent le boulevard au niveau de l'avenue Félix-Viallet en direction ou en provenance de la gare de Grenoble, notamment la ligne du tramway de Grenoble à Chapareillan à partir du 15 mars 1901. Le boulevard Gambetta n'ayant quasiment jamais été utilisé par une ligne de tramway sauf sur la courte distance entre la place de la Bastille et l'avenue Félix-Viallet pour la ligne Grenoble-Voreppe entre 1900 et 1951. Après la Seconde Guerre mondiale, le déclin des tramways au profit d'autobus provoque leur disparition, le dernier tramway traversant le boulevard Gambetta le 31 août 1952. Il faut attendre l'été 1987 pour voir de nouveau la traversée du boulevard par un tramway puisque la ligne A du tramway le coupe au niveau de l'avenue Alsace-Lorraine.
Extrémités du boulevard
L'extrémité sud est fermée par la porte d'Échirolles jusqu'au déroulement de l'exposition de 1925 où dans les années qui suivent les remparts de 1879 et les portes sont progressivement supprimées d'est en ouest et remplacées par les grands boulevards. Ainsi en 1936, l'emplacement créé par la construction de ces boulevards devient la place Gustave-Rivet.
En ce qui concerne l'extrémité nord, la place de la Bastille, nommée ainsi depuis 1902, prend le nom de place Hubert-Dubedout le 2 septembre 1986 en hommage à l'ancien maire de Grenoble venant de décéder.
Accessible à pied depuis n'importe quel point de la ville, cette rue est desservie par le réseau de tramway de l'agglomération grenobloise dont les ligne A et ligne B (stations Victor Hugo et Alsace-Lorraine) au nord de cette voie ainsi que la ligne C (station Gustave Rivet), au sud de cette voie. Le boulevard est également parcouru par la ligne de bus proximo n°16 (arrêt caserne de Bonne et Gustave Rivet).

## Origine du nom

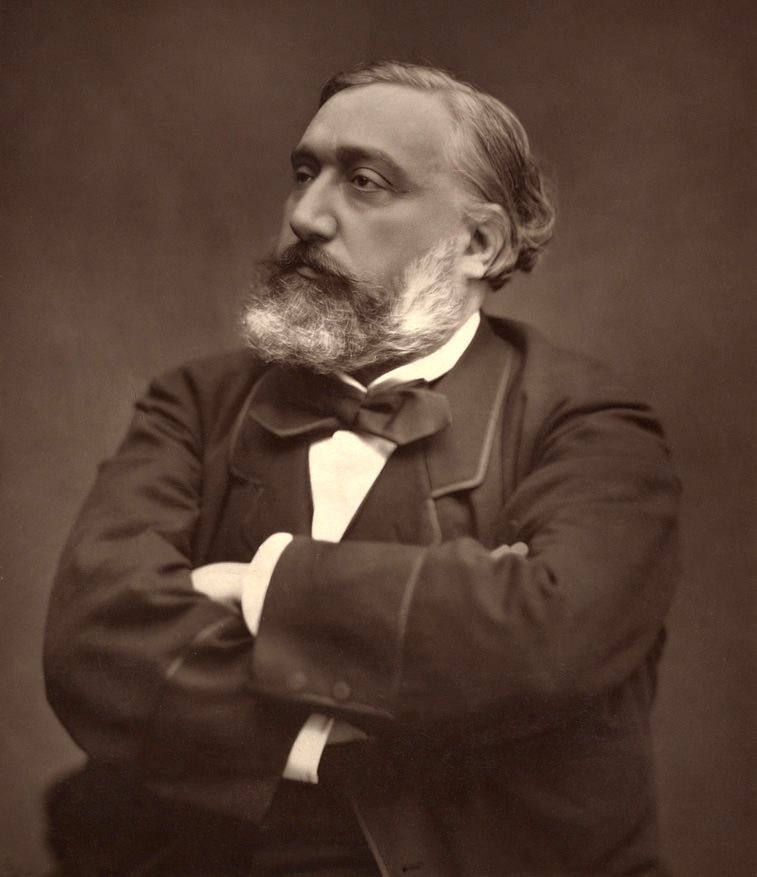
Léon Gambetta

Il doit son nom actuel, attribué en 1883, peu après son percement, à Léon Gambetta (1838-1882), homme politique, membre du gouvernement de la défense nationale en 1870, président du Conseil.

Léon Gambetta est venu en personne rendre visite aux grenoblois, la première fois le 26 septembre 1872 et, ce jour-là, prononça un discours politique considéré comme important, un extrait de cette allocution ayant été gravé sur la face postérieur du monument qui lui est attribué sur la place du Carrousel à Paris:
«  Oui ! Je pressens, je sens, j’annonce la venue et la présence dans la politique, d’une couche sociale nouvelle qui est aux affaires depuis tantôt dix-huit mois et qui est loin, à coup sûr, d’être inférieure à ses devancières. »

## Historique
Le boulevard Gambetta est tracé entre 1881 et 1882 à l'emplacement des zones de servitudes militaires d'anciennes fortifications durant la municipalité d'Édouard Rey (1881-1888). Mentionné à ses débuts comme boulevard 97, il est baptisé le 14 mars 1883 en l'honneur du politicien Léon Gambetta venu à deux reprises à Grenoble, une première fois le 26 septembre 1872 pour y prononcer un discours dont un extrait est gravé sur le monument dédié à Gambetta à Paris et le 10 octobre 1878 pour y assister à une pièce de théâtre achevée sur une Marseillaise.
Cet axe qui va servir jusqu'à nos jours de limite cantonale est également lié à la caserne militaire de Bonne puisque la mise en service de l'enceinte de sécurité en 1879 vers le Drac va entraîner la démolition des vieux remparts et l'obligation pour cette caserne de déménager plus au sud, le long de ce nouveau boulevard. La municipalité d'Auguste Gaché signe le 12 novembre 1880 une convention avec le préfet Léonce Ribert pour cet important transfert. Dix ans plus tard, le boulevard sera cerné par deux casernes puisque la caserne Hoche est créée en face, à l'emplacement des ateliers du Génie militaire.

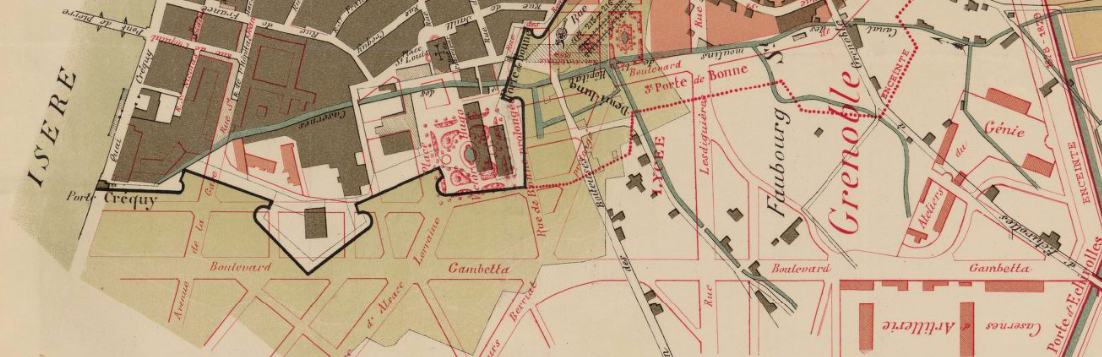
Superposition de plans de 1815 et de 1887 localisant le boulevard Gambetta près des remparts Créqui (1675) en noir et de leur extension par Haxo (1836) en pointillés rouge.

Avec d'énormes travaux de terrassement nécessaires, les abords du boulevard n'ont que très peu de constructions puisqu'un plan de 1883 indique un seul groupe d'immeubles construit à l'angle avec le cours Berriat (16 & 18 boulevard Gambetta et 2 & 4 cours Berriat). Mais dès le 1er août 1883, l'école de natation (future piscine Jean-Bron) ouvre ses portes sur le côté pair du boulevard. Par la suite, d'importantes institutions liées à l'enseignement vont s'établir sur le côté impair en raison de l'expansion démographique que connaît alors la ville. À commencer en novembre 1896 par une école communale installée à l'angle du boulevard Gambetta et de la rue Lesdiguières. Puis en 1887, le lycée de garçons, deuxième lycée de la ville, ouvre ses portes le long du boulevard, mais ne prendra le nom de Champollion qu'en 1923. Enfin, au début des années 1920, l'université de Grenoble ouvre l'Institut d'électrochimie et d'électrométallurgie au 41 boulevard Gambetta.
Avec le déclenchement de la Seconde Guerre mondiale, le boulevard va être renommé. C'est ainsi que le 20 décembre 1940, le boulevard Gambetta est rebaptisé du nom du Maréchal Pétain dans sa partie comprise entre le cours Berriat et la place Gustave-Rivet. Puis, le 5 mars 1941, sous la municipalité de Paul Cocat, le nom de maréchal Pétain est étendu jusqu'à l'avenue Alsace-Lorraine. Début 1944, le siège de la gestapo grenobloise déménage du cours Berriat pour aller s'installer dans l'hôtel Gambetta situé sur le boulevard Maréchal Pétain.
Deux mois et demi après la libération de la ville, le convoi du général de Gaulle, accompagné par les généraux de Lattre de Tassigny, Juin et Humbert, arrive à Grenoble le 5 novembre 1944 par la place de la Bastille (actuelle place Hubert-Dubedout) afin de se rendre à la Maison des étudiants où il doit remettre à la ville la médaille de l'ordre de la Libération. Le cortège acclamé par la foule remonte un boulevard qui ne reprendra son nom sur toute sa longueur qu'un mois plus tard.
Dans l'après midi du 6 février 1968, le boulevard est le lieu de passage de la flamme olympique en provenance du quai Créqui et à destination du stade olympique de Grenoble, via l'avenue Albert 1er de Belgique, lors de la cérémonie d'ouverture des Xe jeux olympiques d'hiver.

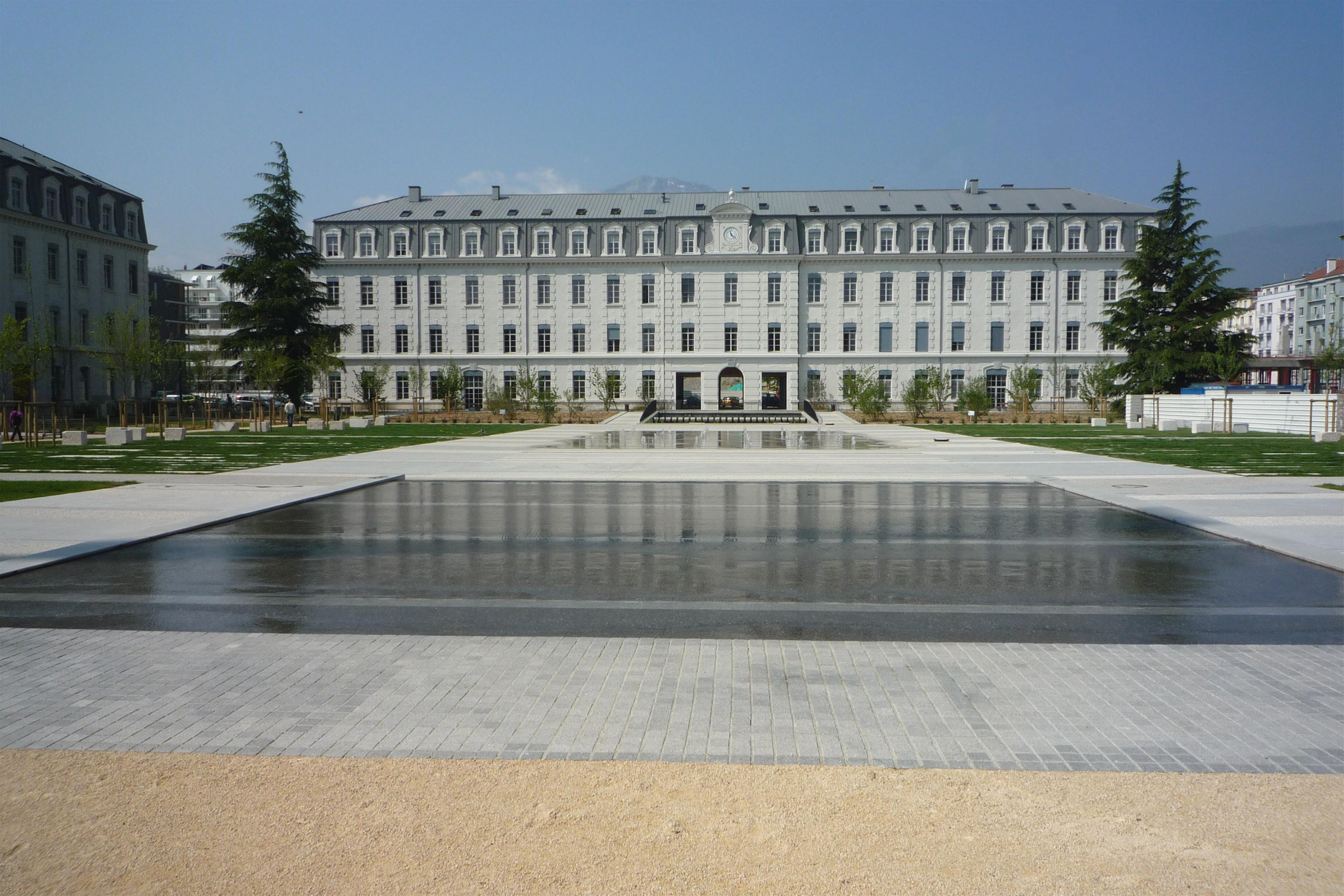
Esplanade Alain-Le-Ray, le long du boulevard (2009).

Dans sa partie sud, le boulevard Gambetta longe sur son côté pair la caserne militaire de Bonne créée en même temps que le boulevard, mais avec son déménagement à la fin des années 1990, le boulevard traverse alors une partie peu animée de la ville d'autant qu'en face, la zone de l'ancienne caserne Hoche réaménagée une vingtaine d'années auparavant conserve un parc urbain de quatre hectares côté boulevard. Le projet de réhabilitation des 8,5 hectares du quartier de Bonne engendre dans les années 2000 la construction de nombreux bâtiments et le tracé de nouvelles rues dont les noms rendent hommage à la résistance dauphinoise durant la Seconde Guerre mondiale. Le 28 mai 2010, un petit espace portant le nom du résistant Pierre Fugain est inaugurée sur le côté impair du boulevard, à l'angle avec la rue Hoche. En face, l'ancienne et vaste cour d'honneur de la caserne devient l'esplanade Alain-Le-Ray. Le quartier est labellisé meilleur écoquartier de France le 4 novembre 2009 et en octobre 2010, le boulevard voit à ses abords l'inauguration du centre commercial de la caserne de Bonne édifié sur le site de la caserne du même nom.
Le 18 avril 2017, dans le cadre d'un plan de réduction de l'utilisation de la voiture, le boulevard dont les trois voies historiques de circulations sont orientées nord-sud, voit la mise en place d'un double sens de circulation avec une voie remontant vers le nord.
En 2018, la 13e étape du Tour de France emprunte la totalité du boulevard à partir de la place Gustave-Rivet.

## Bâtiments remarquables et lieux de mémoire

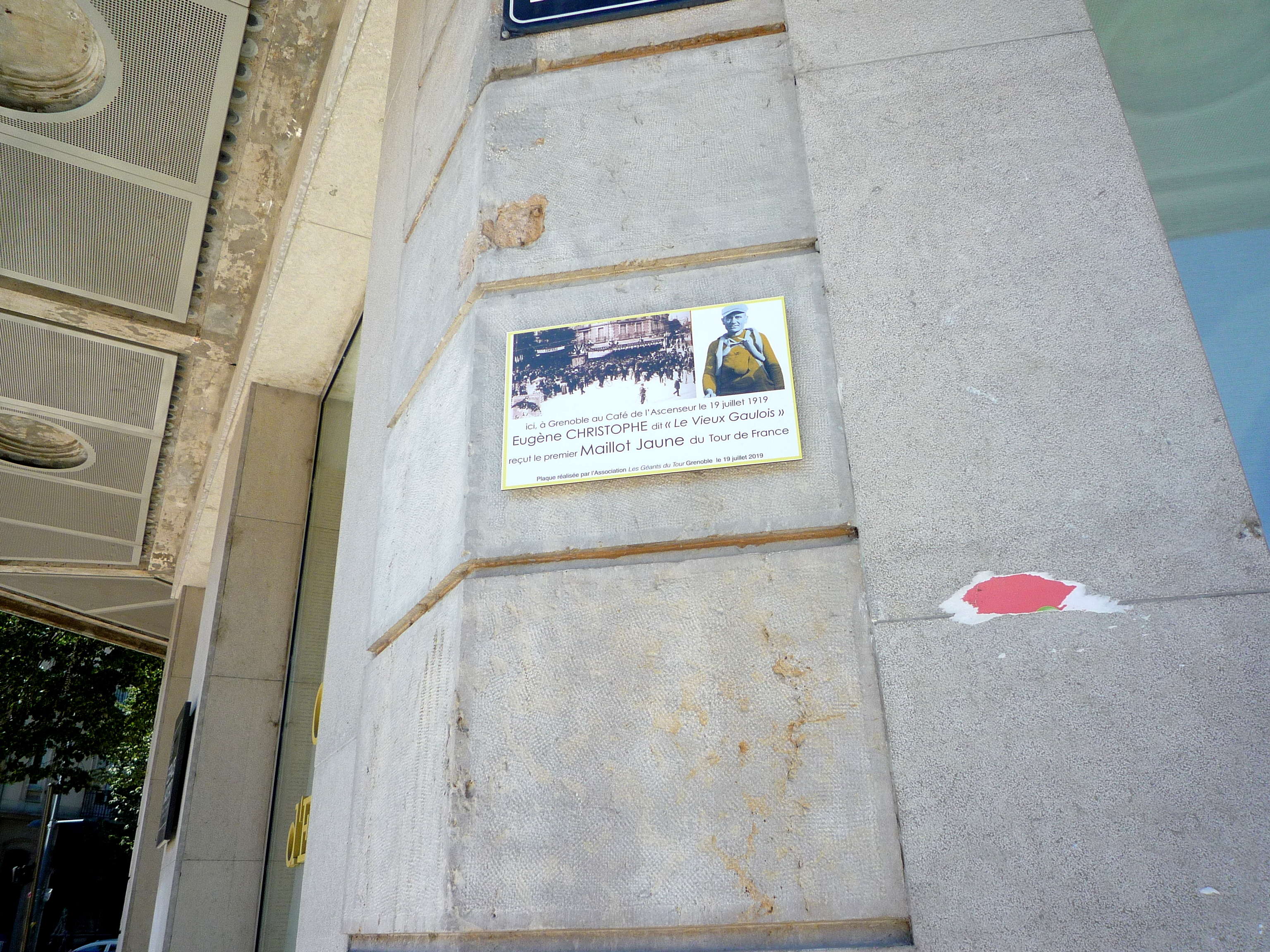
Plaque à l'angle du boulevard Gambetta et de la rue Béranger, célébrant le centième anniversaire de la remise du premier maillot jaune sur un Tour de France le 19 juillet 1919, lors du départ de la onzième étape, Grenoble-Genève.

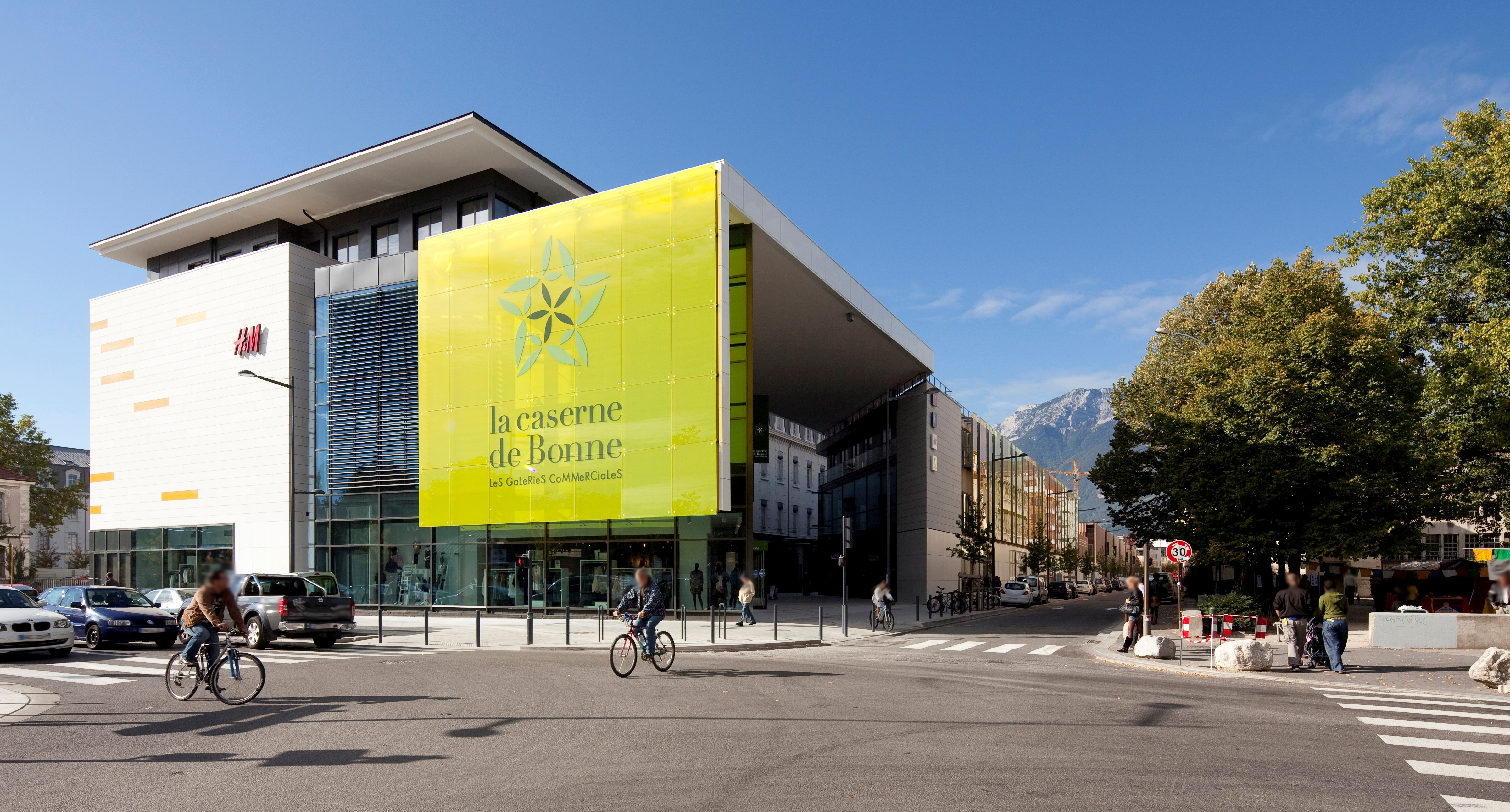
Entrée de la caserne de Bonne, côté boulevard Gambetta

- No 6 :  site de l'ancienne Chambre de commerce et d'industrie.
- No 8 : copropriété Le gymnase, construit à l'emplacement de l'ancien gymnase municipal. Labellisée « Patrimoine du XXe siècle » de Grenoble.

- Entre le No 12 et le No 14 : Fontaine des Mondes côté pair à l'intersection avec l'avenue Alsace-Lorraine, édifiée en 1986 à l'occasion de la remise en service du tramway à Grenoble.
- No 29 : l'immeuble formant l'angle avec la rue Béranger abritait le café de l'Ascenseur où a été remis le premier maillot jaune dans l'histoire du Tour de France. Une plaque commémorant le centenaire de ce fait y a été dévoilée le 19 juillet 2019[16],[17].
- No 50 : entrée du centre commercial de la caserne de Bonne ouvert en 2010 dans l'écoquartier de Bonne.
- No 51 :Association Hadra de trance psychédélique dont les locaux se remarquent par ses

façades réfléchissantes.
- No 54 : immeuble de bureaux à énergie positive, visité par l'ambassadeur des États-Unis, Charles Rivkin, le 4 mars 2011[19].
- Deux urinoirs du XIXe siècle conservés sur le côté impair du boulevard[20].
- No 61 à No 65 : immeubles 2, 4, 6, place Gustave-Rivet, et 61, 63, 65 boulevard Gambetta, dont l'immeuble "Gambetta Belledonne", bâtiments construits au début de la Seconde Guerre mondiale, quand Grenoble était encore en zone libre (le boulevard Gambetta portait le nom du Maréchal Pétain à ce moment-là). L'immeuble "Gambetta Belledonne" fut dessiné à la fin des années 1930, par Félix Bardel, le programme immobilier fut réalisé en 3 tranches : la première tranche fut terminée totalement et habitée, au 2, place Gustave-Rivet, au début de la guerre, la 2eme tranche, était quasiment terminée en 1943, mais non habitée (mobilisation des ouvriers travaillant sur le chantier pour le STO), la 3eme tranche ne fut réalisée que durant la première moitié des années 1950, l'entreprise de construction du bâtiment, comme bien d'autres à Grenoble, ont dû stopper momentanément leurs chantiers sur Grenoble, pour aller à Chambéry, reconstruire le centre de la capitale savoyarde détruit par les bombardements du Printemps 1944.
- Immeuble " Gambetta-Vercors " (angle boulevard Gambetta / place Gustave Rivet), construit en 1937/1938 sous la direction de l' architecte Georges Serbonnet
- Les deux immeubles situés à l'angle du boulevard Gambetta et de la place Gustave-Rivet sont typiques de l'architecture " Arts-Deco/Paquebot " de la période 1936-1940.
- Ces 2 groupes immobiliers privés, ont touché des dommages de guerre, durant quelques décennies après la 2 eme guerre mondiale, à la suite de l'explosion de la caserne de Bonne le 2 décembre 1943.
- L 'immeuble jouxtant l'hôtel Gambetta occupé par la Gestapo, a été endommagé à la Libération, les Nazis voulant détruire toute trace compromettante sur les actes atroces commis par la police secrète Nazie, la copropriété, actuelle a longtemps touché des indemnités de guerre.